# Дибровка (Кропивницкий район)
Дибровка (укр. Дібрівка) — село в Бобринецкой городской общине Кропивницкого района Кировоградской области Украины.
До 2020 года входило в Бобринецкий район
Население по переписи 2001 года составляло 239 человек. Почтовый индекс — 27000. Телефонный код — 5257. Занимает площадь 0,834 км². Код КОАТУУ — 3520810101.